# بينايأردا
بلدية بني أردة أو (نقحرة: بينايأردا) (بالإسبانية: Beniardá)‏, هي بلدية تقع في مقاطعة لقنت. جنوب شرق إسبانيا. يبلغ عدد سكانها 208 نسمة.